# Znowhite
 Znöwhite foi uma banda norte-americana de thrash metal e speed metal. Teve suas raizes no speed metal, mas com o tempo se tornou uma banda de thrash metal e seu estilo é similar ao Flotsam and Jetsam, Lääz Rockit e Overkill. Foi creditada por ser pioneira no thrash metal em Chicago.

## História
No ano de 1982, a banda foi formada pelos irmãos afro-americanos Sparks Tafoya e Ian Tafoya (também conhecido como Greg Fulton) e seu primo Nicky Tafoya (também conhecido como Curtis Fulton). Nicole Lee (também conhecida como Sue Sharp) se juntou ao grupo como vocalista. A banda originalmente se chamava  'Snowhite', mas depois substituiu o S pelo Z. No ano seguinte, o grupo apareceu no terceiro volume da coletânea Metal Massacre.
Tendo obtido pouco sucesso comercial, mas grande sucesso no meio underground, Act Of God é considerado uma grande obra-prima entre os fãs de thrash metal old-school. Nicole Lee, Ian Tafoya e Sparks Tafoya decidiram reformar a banda em 1988 com Scott Schafer no baixo. Então, em 1989, mais uma mudança na formação ocorreu, Debbie Gunn assumiu os vocais e John Slattery assumiu a bateria. Ian Tafoya e Scott Schafer formaram o Cyclone Temple naquele mesmo ano de 1989.

## Ex-integrantes
- Brian Troch (vocal)
- Ian Tafoya (guitarra)
- Scott Schafer (baixo)
- Nickie Tafoya (baixo)
- Alex Olvera (baixo)
- Amp Dawg (baixo)
- Sparks Tafoya (bateria)
- Scott Schafer (bateria)
- John Slattery (bateria)

## Discografia

### EP
- All Hail to Thee (1984)
- Kick 'em When They're Down (1985)

### Álbum de estúdio
- Act Of God (1988)